# Shahad
Shahad est une ville du district de Thane dans l'État du Maharashtra en Inde. Il est situé à 60 km de Mumbai . 